# Adolf Dassler
Pour les articles homonymes, voir Dassler.
Adolf Dassler, surtout connu sous le nom d'Adi Dassler, né le 3 novembre 1900 à Herzogenaurach en Allemagne et mort le 6 septembre 1978 dans la même ville, est un entrepreneur allemand, fondateur de la société allemande de vêtements de sport Adidas, baptisée ainsi d'après son nom.

## Biographie
Il est le frère de Rudolf Dassler, le fondateur de la marque Puma.
En 1924, la famille Dassler se lance dans la fabrique de chaussures de sport. La société Gebrüder Dassler Schuhfabrik est créée par les deux frères Adolf, dit « Adi », et Rudolf Dassler à Herzogenaurach. Aux Jeux olympiques de 1928, les Dassler équipent de nombreux athlètes. Dans les années 1930, ils rejoignent le parti nazi et durant la guerre, la marque équipe la Wehrmacht.
La discorde entre les deux frères s'accentue. Adi aurait fourni aux Américains des informations soupçonnant Rudi, son frère, d'être un membre des SS et qui ont permis sa capture. En 1948, à la suite de divergences aujourd'hui encore inexpliquées, les deux frères se brouillent, et Rudolf crée sa propre entreprise, PUMA Schuhfabrik Rudolf Dassler. Son frère rebaptise alors l'entreprise initiale en Adidas, contraction de son nom : Adi Dassler
À sa mort, son fils, Horst Dassler prend la direction de la société. Il est aussi le fondateur, en 1973, de la société Arena.

## Dans la culture populaire
On le voit dans le film Le Miracle de Berne (2003) présenter son nouveau modèle de chaussures révolutionnaires à crampons à vis à l'entraîneur Sepp Herberger.

### Sources
- (en) Cet article est partiellement ou en totalité issu de l’article de Wikipédia en anglais intitulé « Adolf Dassler » (voir la liste des auteurs).